# Молчанов, Антон Викторович
Анто́н Ви́кторович Молча́нов (род. 1 сентября 1960 года, Москва, СССР) — советский и российский публицист, прозаик, редактор и сценарист. Пишет под псевдонимом Ант Скала́ндис. Биограф Стругацких.

## Биография
Окончил в 1983 году МХТИ им Д. И. Менделеева, по специальности — инженер-химик. Работал по специальности.
Первые научно-фантастические публикации — «От перемены мест…», «Планета N 368», «Последний спринтер» (все — 1986 года и под своим именем). Согласно В. Березину, Молчанов говорил, «что писать начал чуть ли не раньше, чем себя помнит. В МХТИ… сотрудничал с многотиражкой, позднее его рассказы стали печатать во многих изданиях. А первой публикаций был шуточный фантастический рассказ, который появился в журнале „Химия и жизнь“». Считает себя учеником Стругацких.
Участник движения «Апрель», один из авторов его альманаха. Участник семинара в Дубултах (1990), староста последнего Всесоюзного семинара молодых писателей, работающих в жанре детектива, приключений и научной фантастики, имени И. А. Ефремова (1990).
В 1990—1992 гг. — исполнительный директор редакционно-издательской фирмы «РИФ» при Международном фонде развития кино и телевидения для детей и юношества («Фонд Ролана Быкова»);
В 1993—2001 гг. — ответственный редактор издательства «Текст»;
В 2001—2002 гг. — корреспондент «Литературной газеты»;
В 2002—2003 гг. — шеф-редактор вкладки «PRO» газеты «Книжное обозрение»;
В 2003—2004 гг. — руководитель рекламной службы издательства «Вече».
В настоящее время — секретарь Союза писателей Москвы, сопредседатель Совета по фантастической и приключенческой литературе и Международной ассоциации писателей-фантастов, член правления Литфонда.
В 1999 году высказывался: «Отечественная научная фантастика просто умерла. Потому что люди перестали верить в силу науки».
В марте 2014 года вместе с рядом других деятелей науки и культуры выразил своё несогласие с политикой российской власти в Крыму.
Награды
- Звёздный Мост (2008) — критика, публицистика и литературоведение (1 место)
- Бронзовая Улитка (2009) — публицистика